# Еол
Вижте пояснителната страница за други значения на Еол.
Еол (на гръцки: Αΐολος, на латински: Aeolus) – в „Одисея“ е син на Хипот. Владетел на остров Еолия и повелител на ветровете.
Имал 6 сина и 6 дъщери, които били 6 брачни двойки и водели шумен и весел живот в царския дворец на баща си. При Еол радушен прием намира Одисей, който прекарал на Еолия месец и на раздяла с царя получил благоприятния вятър зефир, а също и кожен мех, в който били зашити останалите ветрове, съпроводен от строгото указание да не го отваря. Спътниците на Одисей обаче, предполагайки че в торбата са скрити съкровища, я отворили и оттам излезли ветровете, разразила се страшна буря, която отново върнала кораба към Еолия. Този път обаче Еол отказал гостоприемството си.
Според Вергилий, Еол живее на един от Еоловите острови и е самостоятелен владетел на въздушните стихии. Самото му име Еол е в тясна връзка с понятието подвижност (ср. αίολλω, αίολος), характеризиращо въздушните стихии. Легендата за кожения мех със заключените вътре ветрове се среща в митологиите и на други народи.
Според митологията той е син на Посейдон и Арна или на Елин и нимфата Орсеида (Orseis).